# Gorgasia
Gorgasia là một chi cá trong họ Congridae.

## Loài
Hiện nay có 14 loài được ghi nhận trong chi này 
- Gorgasia barnesi B. H. Robison & Lancraft, 1984
- Gorgasia cotroneii (D'Ancona, 1928)
- Gorgasia galzini Castle & J. E. Randall, 1999 (Speckled garden eel)
- Gorgasia hawaiiensis J. E. Randall & Chess, 1980 (Hawaiian garden eel)
- Gorgasia inferomaculata (Blache, 1977)
- Gorgasia japonica T. Abe, Miki & M. Asai, 1977
- Gorgasia klausewitzi Quéro & Saldanha, 1995 (Klausewitz' garden eel)
- Gorgasia maculata Klausewitz & Eibl-Eibesfeldt, 1959 (Whitespotted garden eel)
- Gorgasia naeocepaea (J. E. Böhlke, 1951)
- Gorgasia preclara J. E. Böhlke & J. E. Randall, 1981 (Splendid garden eel)
- Gorgasia punctata Meek & Hildebrand, 1923 (Dotted garden eel)
- Gorgasia sillneri Klausewitz, 1962
- Gorgasia taiwanensis K. T. Shao, 1990
- Gorgasia thamani D. W. Greenfield & Niesz, 2004

## Hình ảnh

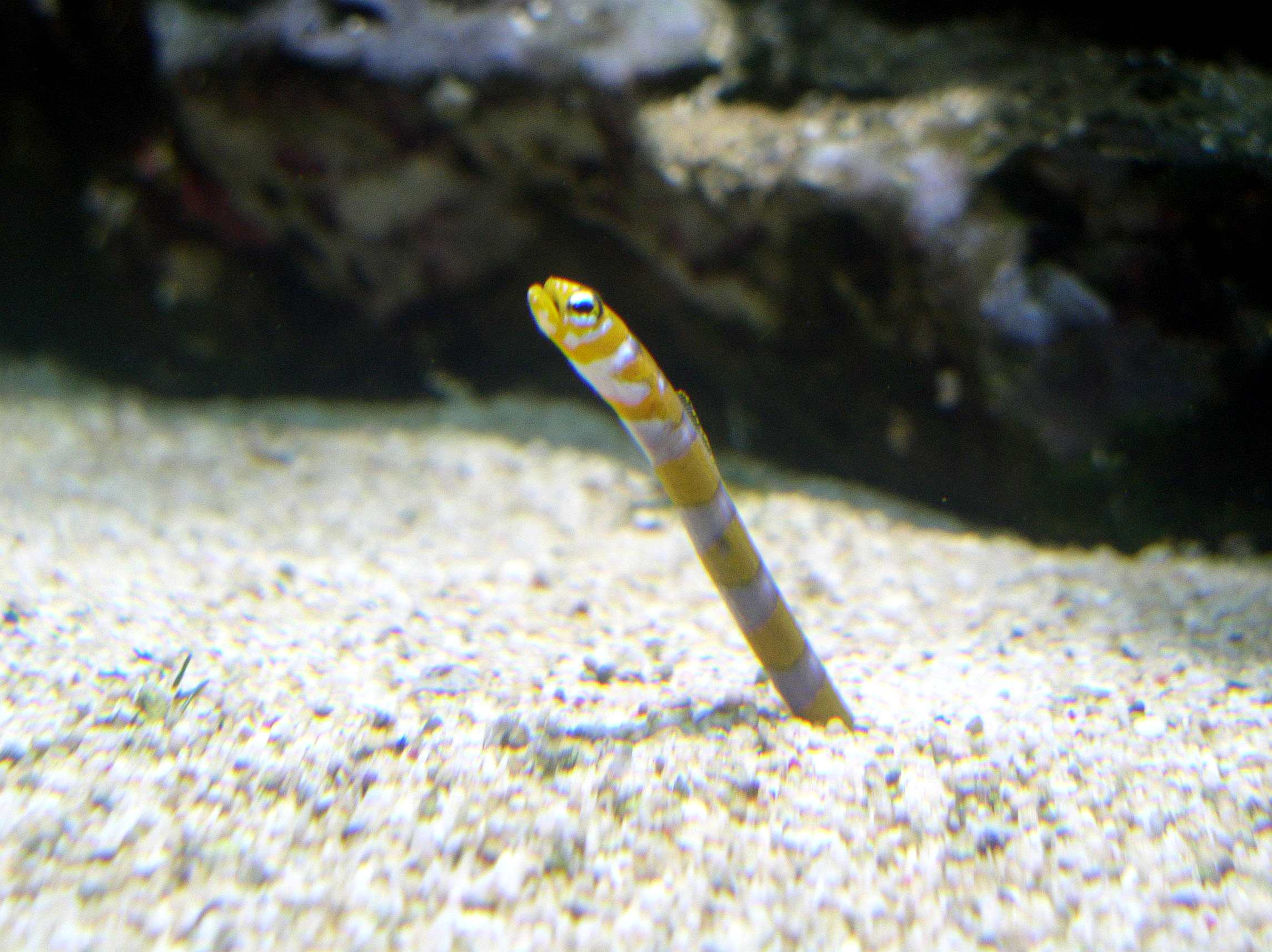
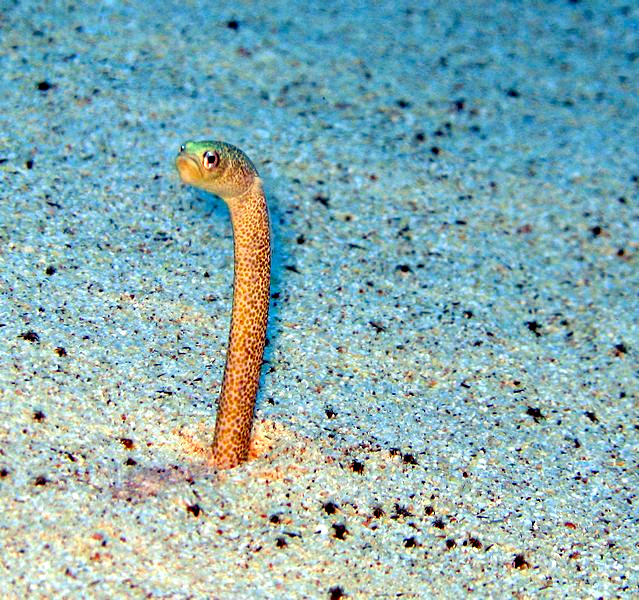
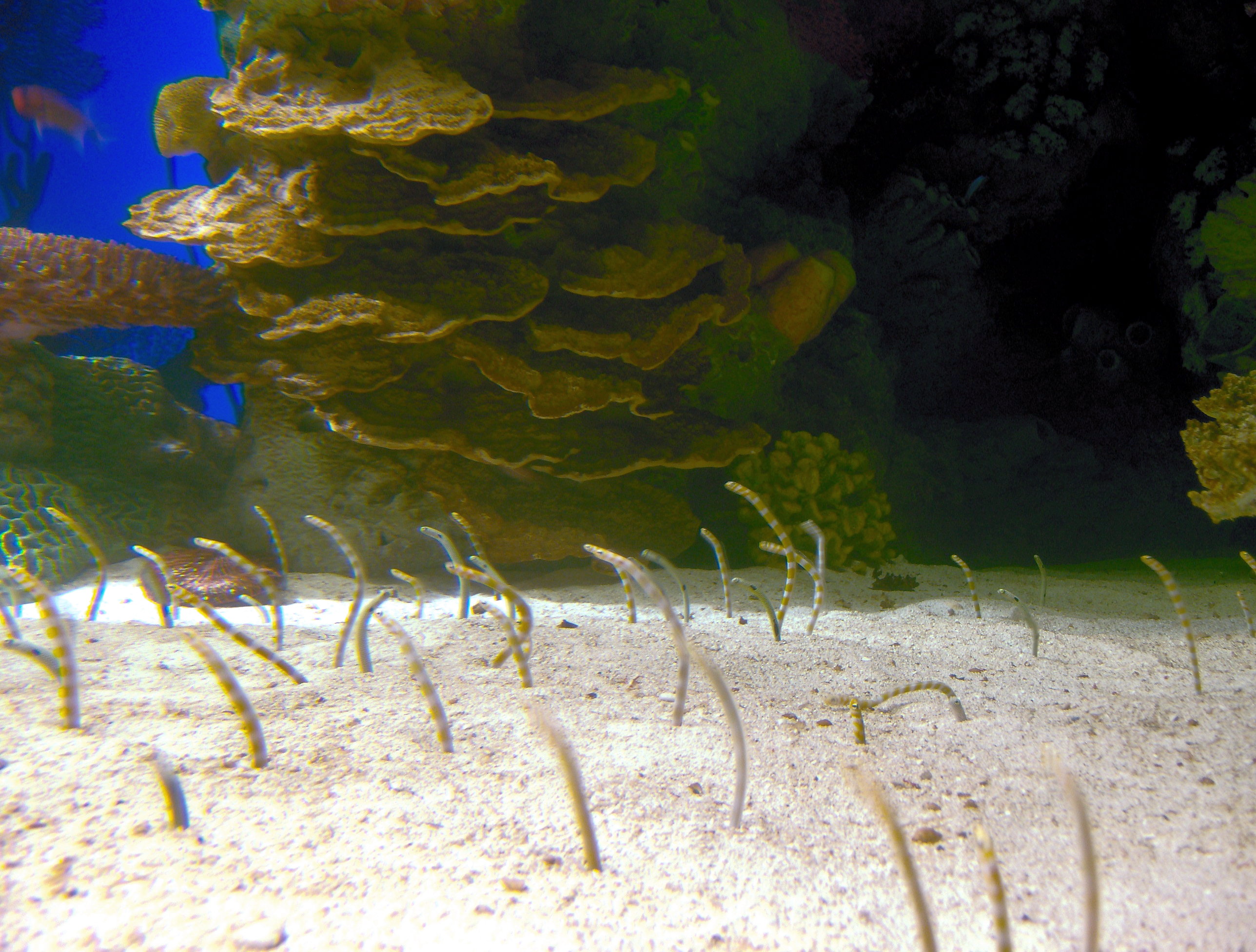
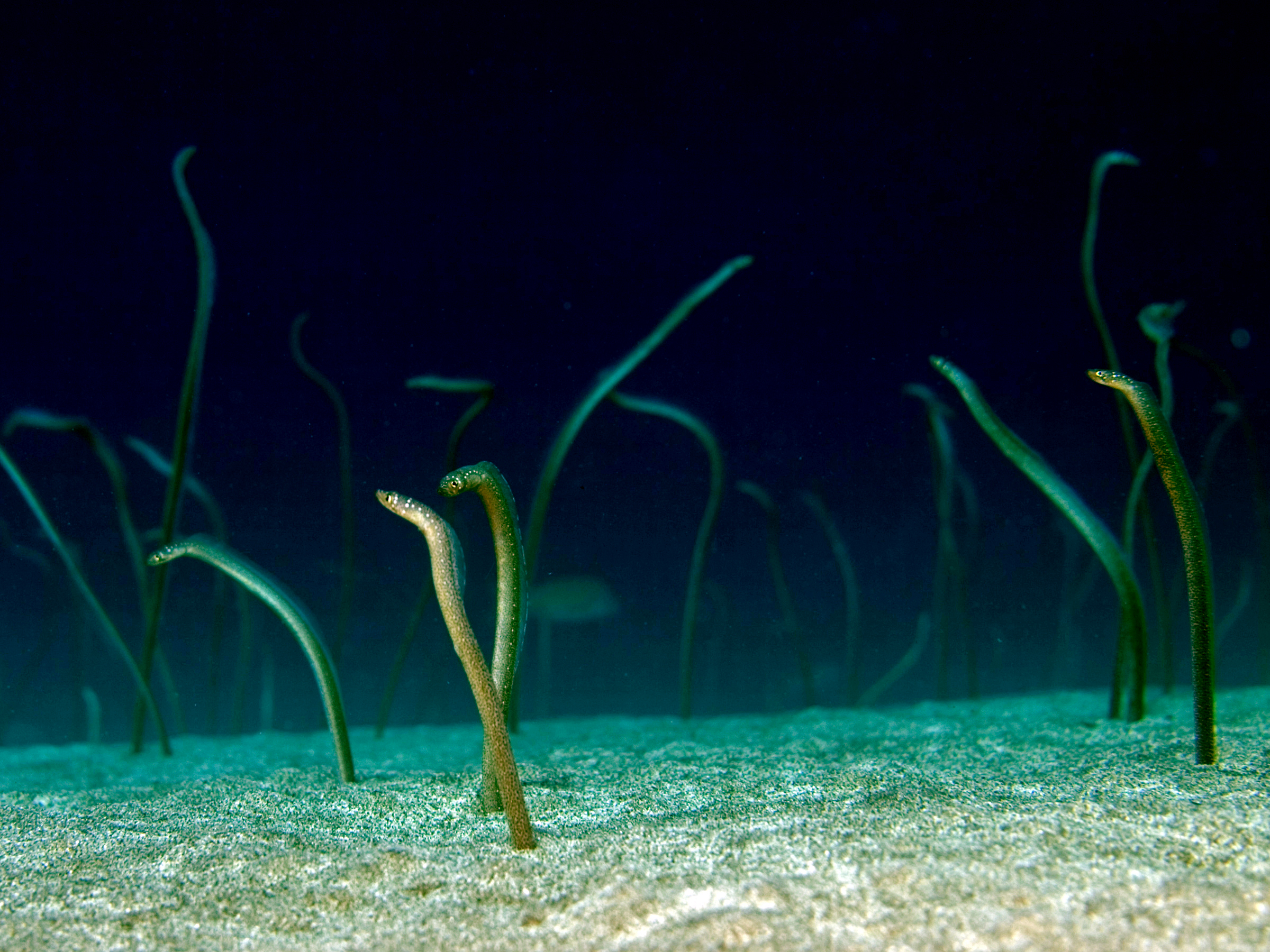